# Assedio di Leida
L'assedio di Leida fu un assedio combattuto nell'ambito della guerra degli ottant'anni che perdurò dal 1573 al 1574, quando gli spagnoli di Francisco de Valdés tentarono di catturare la città ribelle di Leida, nell'Olanda meridionale (attuali Paesi Bassi). L'assedio fallì e la città venne liberata nell'ottobre del 1574.

## Antefatto
Nella guerra scoppiata tra ribelli olandesi e truppe governative spagnole, gran parte delle contee d'Olanda e di Zelanda vennero occupate dai ribelli nel 1572, donando così respiro alle aree occupate dall'oppressivo governo del duca d'Alba, governatore generale dei Paesi Bassi spagnoli. Il territorio aveva un'alta densità di città che erano tutte protette da opere difensive e da canali che potevano all'occasione essere allagati grazie all'apertura di dighe che collegavano direttamente col mare.
Il duca d'Alba tentò di rompere questa resistenza con la forza. Utilizzò Amsterdam come propria base in quanto era l'unica città dell'Olanda ad essere rimasta ancora leale al governo spagnolo. La contea d'Olanda venne divisa in due quando Haarlem venne conquistata dagli spagnoli dopo un assedio di sette mesi. Il duca d'Alba tentò di prendere quindi anche la città di Alkmaar a nord, ma la città resistette all'attacco degli spagnoli. Il duca inviò quindi il suo ufficiale Francisco de Valdés ad attaccare il territorio ribelle a sud, iniziando con Leida. Nel contempo, però, non essendo riuscito nel proprio intento, il duca d'Alba presentò le proprie dimissioni a re Filippo II di Spagna che le accettò nel dicembre di quello stesso anno. Venne rimpiazzato da Luis de Zúñiga y Requesens che inaugurò una politica meno dura nei confronti della popolazione.

## Il primo assedio
La città di Leida aveva molte scorte di cibo al proprio interno quando l'assedio iniziò nell'ottobre del 1573. L'assedio si presentò ad ogni modo difficoltoso per gli spagnoli, dal momento che il suolo attorno alla città era un pantano a causa dell'acqua dei canali e le difese della città si dimostrarono dure da spezzare. L'esercito dei difensori di Leida era composto da olandesi, inglesi, scozzesi e francesi ugonotti. Il capo dei ribelli olandesi, Guglielmo I d'Orange, tentò di salvare Leida dall'assedio inviando un esercito al comando di suo fratello, Luigi di Nassau. Valdés venne costretto a togliere l'assedio alla città nell'aprile del 1574 per scontrarsi con le truppe ribelli in arrivo, ma Sancho Dávila y Daza li raggiunse prima della sconfitta e salvò la situazione nella battaglia di Mookerheyde, dove Luigi stesso venne ucciso.

## Il secondo assedio e la liberazione di Leida

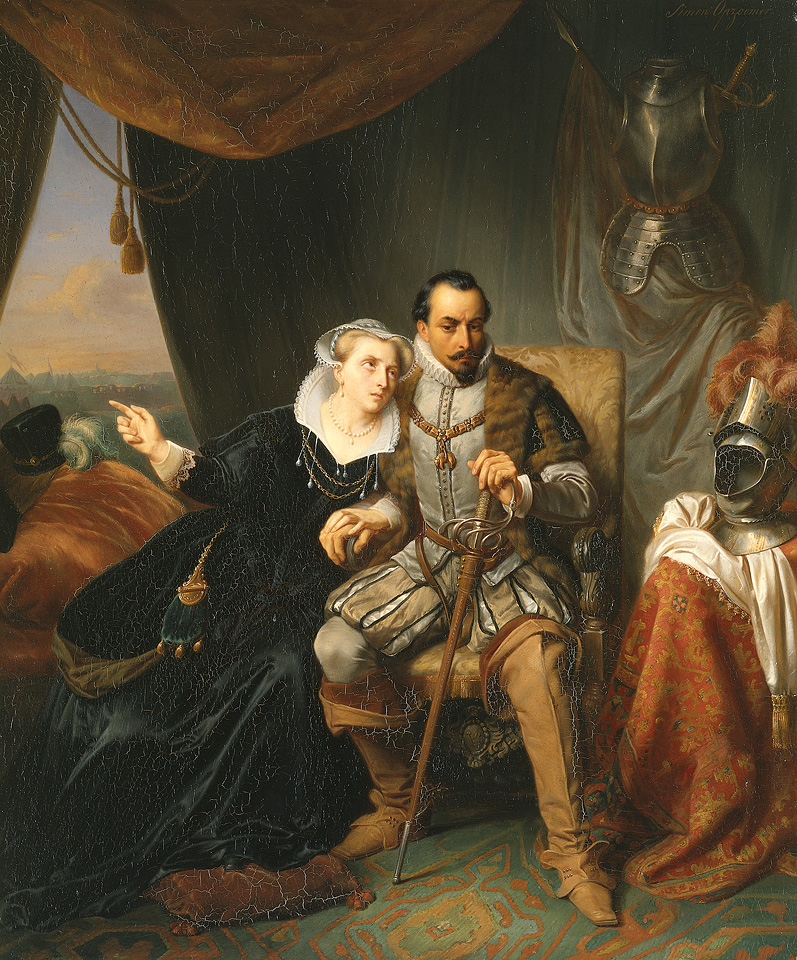
La "legenda", confermata da ricerche storiche nel 2014, di Magdalena Moons e Francisco de Valdés divenne una storia popolare dopo la fine dell'assedio del 1574. Dipinto dell'episodio realizzato da Simon Opzoomer, c. 1845.

Durante la breve pausa dall'assedio, il principe d'Orange consigliò ai cittadini di Leida di rifornire la città di beni di consumo e di aumentare il numero delle reclute della guarnigione locale. Ciò fu possibile ad ogni modo solo in parte perché distrutto il nemico, Valdés tornò alla carica con un nuovo assedio che ebbe inizio il 26 maggio 1574. La città considerò l'ipotesi della resa senza la possibilità di ricevere ulteriori rifornimenti. La sconfitta dell'armata di Luigi di Nassau, inoltre, aveva ribassato il morale degli olandesi.
Il principe d'Orange, ad ogni modo, era determinato a salvare la città. Inviò quindi un piccione viaggiatore nella città con la notizia di tenere duro per tre mesi ancora. Per raggiungere lo scopo, il generale olandese pensò di rompere le dighe e permettere così all'acqua del mare di invadere tutta la piana attorno alla città, così che gli spagnoli sarebbero stati costretti a ritirarsi. Questa tattica era già stata utilizzata per salvare la città di Alkmaar dall'assedio. Il danno alla campagna attorno alla città sarebbe stato enorme e pertanto la popolazione si opponeva a questa tattica. Ad ogni modo, alla fine, l'idea del principe d'Orange riuscì ad avere la meglio e le dighe vennero rotte il 3 agosto. In precedenza, l'ammiraglio olandese Louis Boisot aveva assemblato una flotta di più di duecento piccoli vascelli con circa 2500 marinai veterani a bordo con viveri e munizioni destinati alla città di Leida. Poco dopo la rottura delle dighe, il principe d'Orange si ammalò di una violenta febbre che sembrò interrompere le operazioni. Il 21 agosto gli abitanti di Leida inviarono un messaggio al principe ricordando quello che lui aveva loro promesso, di resistere per tre mesi, ma che ora cibo e munizioni stavano scarseggiando. Sempre con un piccione viaggiatore, Guglielmo d'Orange rispose alla città che i rinforzi sarebbero giunti a breve.
Ad ogni modo, solo ai primi giorni di settembre, quando il principe si fu ripreso dalla sua malattia, la spedizione continuò il suo corso. Più di 15 km separavano la flotta dei ribelli da Leida, ma diedi di questi vennero percorsi senza difficoltà. La notte del 10 settembre, la flotta raggiunse il Landscheiding che bloccava loro la strada verso Leida, lo catturò in un attacco a sorpresa e la mattina successiva, per quanto gli spagnoli provassero a riprendere la posizione, vennero respinti perdendo centinaia di uomini.

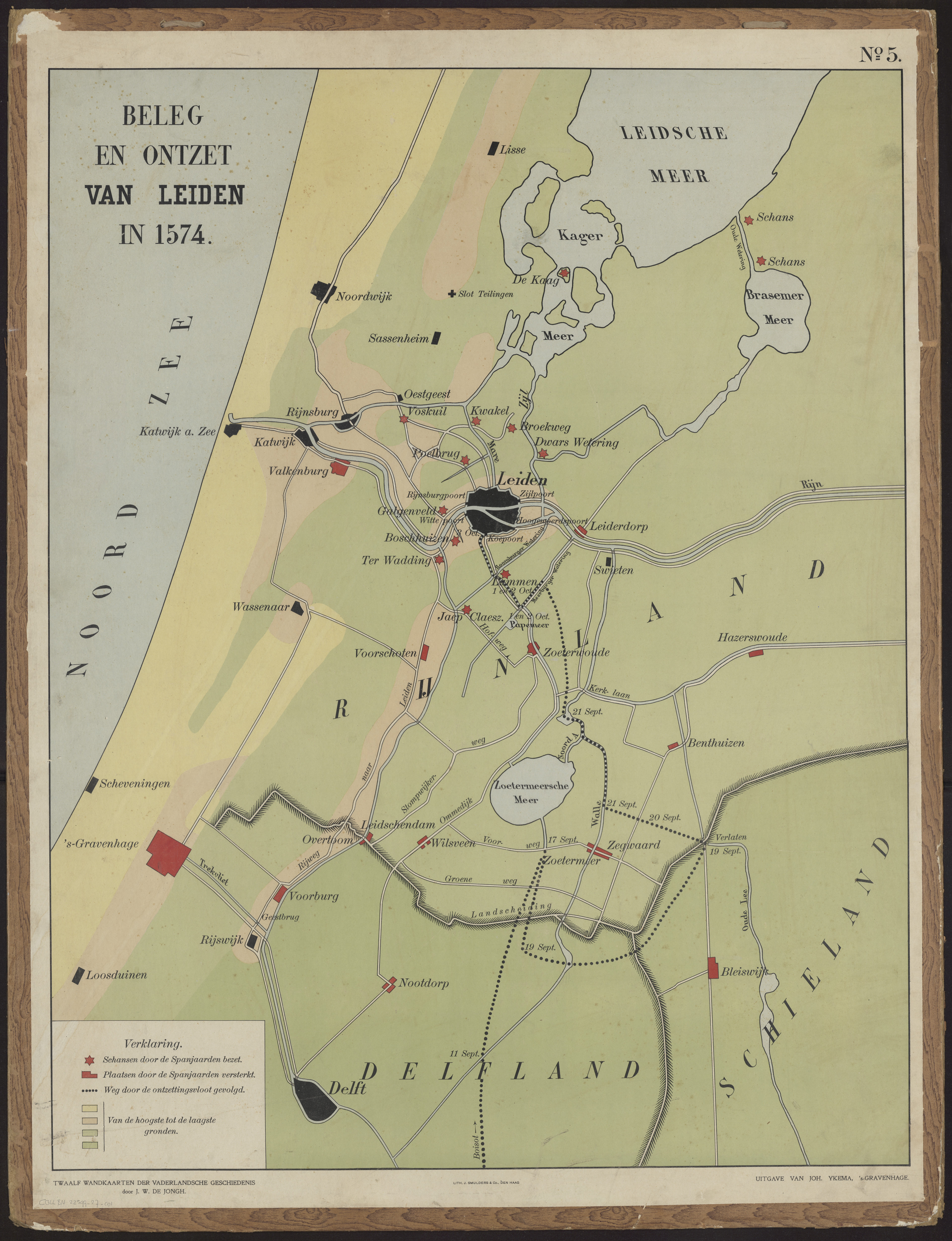
Mappa dell'assedio di Leida

L'ammiraglio Boisot ed il principe d'Orange erano stati male informati sulle sorti dell'attacco olandese alle fortificazioni periferiche spagnole, ma la flottiglia olandese riuscì infine a raggiungere la città. Ad ogni modo con l'allargarsi dell'acqua del mare nella pianura, diminuì in maniera consistente lo spazio di terra utilizzabile dalle imbarcazioni che non avevano sufficiente pescaggio per procedere e di conseguenza venne sfruttato un canale che portava nel più grande Zoetermeer (un lago d'acqua dolce). Questo canale, ed il ponte su di esso, erano pesantemente difesi dagli spagnoli e dopo una battaglia anfibia, l'ammiraglio riuscì a procedere.
Nel frattempo, in città, gli abitanti erano ormai rassegnati alla resa. Il sindaco van der Werff fu in grado ad ogni modo di ispirare i cittadini a resistere, dicendo loro che avrebbero dovuto ucciderlo prima della resa della città, e che avrebbero potuto mangiargli un braccio se fossero stati disperati dalla fame. Centinaia erano infatti le persone che stavano morendo di fame a Leida. A peggiorare le cose la peste si manifestò in città mietendo quasi 800 vittime. La città resisteva in quanto ben sapeva che i soldati spagnoli non avrebbero fatto altro che massacrarli se avessero aperto subito i cancelli della città come era accaduto a Naarden ed in altre città saccheggiate.
Il 18 i venti cambiarono soffiando ad ovest. Con l'innalzamento del livello dell'acqua, la flottiglia fu in grado di circumnavigare il ponte ed il canale e proseguì verso la città. Ad ottobre i patrioti olandesi guidati da Guglielmo I d'Orange distrussero altre dighe in altri quattro punti diversi per ostacolare ancora più gli spagnoli (una di queste dighe è ancora ricordato da un monumento commemorativo, il Groenedijk Monument). Procedendo l'ammiraglio olandese si trovò di fronte una serie di villaggi fortificati dagli spagnoli e temeva di subire assalti, ma gli spagnoli invece si fecero prendere dal panico dall'innalzarsi delle acque e non offrirono resistenza. Ciascuna di queste fortezze, divenute ora delle isole, si presentò deserta di truppe agli olandesi ad eccezione del villaggio di Lammen dove si trovava un piccolo forte al comando del colonnello Borgia, situato a tre quarti di miglio dalle mura di Leida, che venne vinto.
La situazione a Leida era sempre più disperata: l'innalzarsi dell'acqua aveva eroso gran parte delle mura esterne che erano cadute in più parti e avevano lasciato la città completamente vulnerabile agli attacchi, ma il giorno successivo i ribelli olandesi giunsero sul posto, portando ai cittadini aringhe e pane bianco. La popolazione alla sera cucinò un piatto che successivamente divenne molto celebre nell'area, l'hutspot (uno stufato di carota e cipolla) per festeggiare. Secondo la leggenda un orfanello di nome Cornelis Joppenszoon fu lui a dare inizio a questa tradizione trovando una padella con all'interno dell’hutspot che gli spagnoli nella fuga avevano lasciato alle spalle.

## Conseguenze
Nel 1575, le risorse degli spagnoli erano a secco al punto che l'esercito spagnolo non era più in grado di pagare adeguatamente i propri uomini che si ammutinavano di conseguenza. Dopo il sacco di Anversa, tutti i Paesi Bassi erano ormai in rivolta contro la Spagna. Leida era stata salvata ancora una volta.
In riconoscimento del sacrificio sofferto dalla città nell'assedio, Guglielmo d'Orange diede disposizioni per fondare l'Università di Leida.
Ancora oggi la città di Leida festeggia la fine dell'assedio il 3 ottobre con una fiera e musica all'aperto.